# Пуадо, Хави
Хавьер Пуадо Диас (исп. Javier Puado Díaz; род. 25 мая 1998, Барселона) — испанский футболист, вингер клуба «Эспаньол» и сборной Испании. Серебряный призёр Олимпийских игр 2020 года в Токио.

## Клубная карьера
Рока является воспитанником «Эспаньола». В 16 лет пришёл, а в 2017 году окончил академию клуба. 20 августа 2016 года дебютировал за вторую команду в поединке против «Лагостеры». Через неделю вышел на поле в поединке против «второй команды Валенсии», где получил тяжёлую травму колена и выбыл на восемь месяцев. Вернулся на поле 14 мая 2017 года в поединке против «Сабаделя», где смог забить свой первый мяч в профессиональном футболе.
21 июня 2017 года подписал контракт на пять лет.
Перед сезоном 2018/19 отправился на сборы с основной командой. 18 августа 2018 года дебютировал в Примере поединком против «Сельты», выйдя на замену на 81-й минуте вместо Пабло Пьятти.
В сезоне 2019/20 выступал на правах аренды за клуб «Реал Сарагоса»